# Louis-Aimé Maillart
Pour les articles homonymes, voir Maillart.
Louis-Aimé Maillart est un compositeur français né le 24 mars 1817 à Montpellier et mort le 26 mai 1871 à Moulins. Il est célèbre pour ses opéras, en particulier Les Dragons de Villars (1856) et Lara (1864).

## Biographie
Louis-Aimé Maillart naît en 1817 à Montpellier (Hérault). Il entre en 1833 au Conservatoire de Paris et suit les cours de violon auprès de Paul Guérin. Il étudie l'harmonie et la composition avec Aimé Leborne, Jacques Fromental Halévy, et Antoine Elwart. Il remporte le Prix de Rome en 1841 avec la cantate Lionel Foscari. S'ensuivent trois années en Italie. Puis il rentre en France et présentera six opéras à Paris.
Gastibelza ou le Fou de Tolède, opéra en trois actes d'après Hugo, est créé le 15 novembre 1847 à l'initiative d'Adolphe Adam pour l'ouverture du Théâtre-National (plus tard Théâtre-Lyrique). Ni le livret ni l'interprétation ne semblait prévoir le succès qu'il connaîtra. En 1849, il présente Le Moulin des tilleuls, opéra en un acte. La première a lieu le 9 novembre à l'Opéra-Comique qui accueillera trois ans plus tard la Croix-de-Marie. Son opéra le plus célèbre reste Les Dragons de Villars dont la première fut donnée au Théâtre Lyrique le 19 septembre 1856.
Malgré la reconnaissance de son talent de mélodiste et l'enthousiasme du public, deux opéras semblent perdus : Les Pêcheurs de Catane (19 décembre 1860, Théâtre-Lyrique) et Lara (21 mars 1864, Opéra-Comique), dont le héros éponyme vient du poème homonyme de Lord Byron.
Il se retire de Paris en 1870 à l'arrivée des troupes prussiennes et meurt l'année suivante à Moulins (Allier) à l'âge de cinquante-quatre ans.
Il est enterré au cimetière de Montmartre dans la 5e division, la tombe est visible en bas de l'avenue Cordier. Il repose avec son frère, Adolphe Maillart, (1810-1891), Sociétaire de la Comédie Française, Adrienne-Virginie Chaillou, (1812-1898), l'épouse d'Adolphe Maillart, son père, Auguste Maillart, (1777-1857), sa mère, Didionette Perrot, (1783-1854), et d'autres membres de la famille.
Louis-Aimé Maillart est reconnu pour son talent de mélodiste, et sa force à enthousiasmer un large public dépassant les frontières françaises : sa musique a été aussi jouée en Allemagne (Das Glöckchen des Eremiten) et à New York. Il laisse derrière lui six opéras, trois cantates et plusieurs messes. 
Depuis 1931, la place Aimé-Maillart dans le 17e arrondissement de Paris lui rend hommage.

## Œuvres
- Lionel Foscari (1841) (cantate)
- Messes

Opéras
- Gastilbelza ou le Fou de Tolède (1847)
- Le Moulin des Tilleuls (1849)
- La Croix de Marie (1852)
- Les Dragons de Villars (1856)
- Les Pêcheurs de Catane (1860)
- Lara (1864)